# Alexandru Vlahuță
Alexandru Vlahuță, est un écrivain  roumain, né le 5 septembre 1858 à Pleșești, (devenu aujourd'hui Alexandru Vlahuță) et mort le 19 novembre 1919 à Bucarest.
Alexandru Vlahuță passe son baccalauréat à Bucarest où il fait ensuite des études de Droit.
Alexandru Vlahuță est connu pour son œuvre România pitorească traduite en français, en 1903, sous le titre  La Roumanie pittoresque par Mărgărita Miller-Verghy. Il s'agit d'un aperçu du paysage de la Roumanie sous la forme d'un carnet de voyage. 
En 1901, Alexandru Vlahuță fonde avec le poète roumain George Coșbuc, le magazine littéraire Sămănătorul. Il se lie d'amitié avec Nestor Urechia.
Sa maison de Bucarest est devenue un musée consacré à son œuvre. Son buste s'élève dans le parc Cișmigiu de Bucarest.

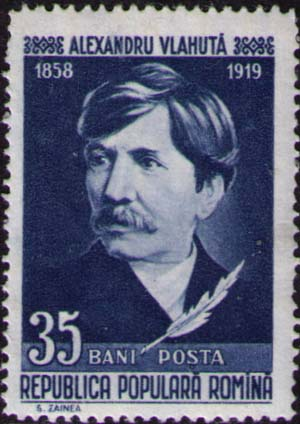
Timbre-poste roumain.